# Actinotia laetior
Actinotia laetior là một loài bướm đêm trong họ Noctuidae.